# ペリー・ゲイヤー
ペリー・ゲイヤー (Perry Geyer) は、編曲家。ボストンにある音楽制作チームCybersoundに所属している。主な活動は倉木麻衣への楽曲提供である。

## 楽曲提供
- 倉木麻衣のNEVER GONNA GIVE YOU UP等
- JASON ZODIACのBRAINWASH等